# Рекуррентная формула
Рекуррентная формула — формула вида {\displaystyle a_{n}=f(n,a_{n-1},a_{n-2},\dots ,a_{n-p})}, выражающая каждый член последовательности {\displaystyle a_{n}} через {\displaystyle p} предыдущих членов и номер члена последовательности {\displaystyle n}. Функцию, заданную рекурретной формулой, называют рекуррентной (иногда — рекурсивной).
Рекуррентным уравнением называется уравнение, связывающее несколько подряд идущих членов некоторой числовой последовательности. Последовательность, удовлетворяющая такому уравнению, называется рекуррентной последовательностью.

## Примеры
Функция факториала натурального числа удовлетворяет рекуррентной формуле:
{\displaystyle n!={\begin{cases}1,&n=0;\\(n-1)!\cdot n,&n\geqslant 1.\end{cases}}}
Числа Фибоначчи задаются линейной рекуррентной формулой:
{\displaystyle F_{n}={\begin{cases}0,&n=0;\\1,&n=1;\\F_{n-1}+F_{n-2},&n\geqslant 2.\end{cases}}}
Значение интеграла {\displaystyle \textstyle I_{n}=\int \sin ^{n}x\,dx} удовлетворяет рекуррентной формуле:
{\displaystyle I_{n}={\frac {-\cos x\cdot \sin ^{n-1}x}{n}}+{\frac {n-1}{n}}I_{n-2}.}
Решение дифференциального уравнения Бесселя {\displaystyle y''+(1/x)y'+(1-\nu ^{2}/x^{2})y=0} может быть записано в виде степенного ряда:
- {\displaystyle y=\sum \limits _{n=0}^{\infty }a_{n}x^{2n+\nu }.}

Чтобы определить коэффициенты {\displaystyle a_{n}}, достаточно установить, что {\displaystyle 4n(n+\nu )a_{n}+a_{n-2}=0} для всех {\displaystyle n\geq 1}. После чего сразу получается известный результат:
{\displaystyle a_{n}={\frac {(-1)^{n}a_{0}}{2^{2^{n}}n!(1+\nu )(2+\nu )\cdots (n+\nu )}}.}
Длина стороны при удвоении числа сторон вписанного правильного {\displaystyle n}-угольника:
{\displaystyle a_{2n}={\sqrt {2R^{2}-2R{\sqrt {R^{2}-{\frac {a_{n}^{2}}{4}}}}}},\qquad n\geq 2,}
где {\displaystyle R} — радиус описанной окружности.

## Линейные рекуррентные уравнения
Линейное рекуррентное уравнение с постоянными коэффициентами имеет вид:
{\displaystyle f_{n+r}+a_{1}f_{n+r-1}+a_{2}f_{n+r-2}+\ldots +a_{r}f_{n}=\varphi (n).}
Здесь {\displaystyle n} — неотрицательные целые числа, {\displaystyle f_{n}} — последовательность чисел, {\displaystyle a_{1},a_{2},\ldots ,a_{r}} — постоянные числа, {\displaystyle a_{r}\neq 0}, {\displaystyle \varphi (n)} — заданная функция от {\displaystyle n}.

### Однородные линейные рекуррентные уравнения
Предположим, что последовательность чисел {\displaystyle f_{0},f_{1},\dots } удовлетворяет однородному линейному рекуррентному уравнению {\displaystyle f_{n+r}+a_{1}f_{n+r-1}+a_{2}f_{n+r-2}+\ldots +a_{r}f_{n}=0}, где {\displaystyle n} — неотрицательные целые числа, {\displaystyle a_{1},\ldots ,a_{r}} — заданные постоянные числа и {\displaystyle a_{r}\neq 0}.
Обозначим через {\displaystyle F(z)} производящую функцию последовательности {\displaystyle f_{0},f_{1},\dots }. Построим многочлен {\displaystyle K(z)=1+a_{1}z+a_{2}z^{2}+\ldots +a_{r}z^{r}}. Этот многочлен можно рассматривать как производящую функцию последовательности {\displaystyle 1,a_{1},a_{2},\ldots ,a_{r},0,0,\dots }. Рассмотрим произведение производящих функций {\displaystyle C(z)=F(z)K(z)}. Коэффициент {\displaystyle c_{n+r}} при {\displaystyle z^{n+r}} и {\displaystyle n\geq 0} определяется соотношением {\displaystyle c_{n+r}=f_{0}0+\ldots +f_{n-1}0+f_{n}a_{r}+\ldots +f_{n+r}1=f_{n+r}+a_{1}f_{n+r-1}+\ldots +a_{r}f_{n}} и равен нулю. Это означает, что многочлен {\displaystyle C(z)} имеет степень самое большее {\displaystyle r-1}, следовательно степень числителя рациональной функции {\displaystyle F(z)={\frac {C(z)}{K(z)}}} меньше степени знаменателя.
Характеристическим многочленом линейного рекуррентного уравнения называется многочлен {\displaystyle g(z)=z^{r}+a_{1}z^{r-1}+\ldots +a_{r}}. Корни этого многочлена называются характеристическими. Характеристический многочлен можно представить в виде {\displaystyle g(z)=(z-\alpha _{1})^{e_{1}}(z-\alpha _{2})^{e_{2}}\cdots (z-\alpha _{s})^{e_{s}}}, где {\displaystyle \alpha _{1},\ldots ,\alpha _{s}} — различные характеристические корни, {\displaystyle e_{1},\ldots ,e_{s}} — кратности характеристических корней, {\displaystyle e_{1}+e_{2}+\ldots +e_{s}=r}.
Характеристический многочлен {\displaystyle g(z)} и многочлен {\displaystyle K(z)} связаны между собой соотношением {\displaystyle K(z)=z^{r}g\left({\frac {1}{z}}\right)}. Таким образом,
{\displaystyle K(z)=(1-\alpha _{1}z)^{e_{1}}(1-\alpha _{2}z)^{e_{2}}\cdots (1-\alpha _{s}z)^{e_{s}}.}
Рациональную функцию можно представить в виде суммы дробей:
{\displaystyle F(z)={\frac {C(z)}{K(z)}}=\sum _{i=1}^{s}\sum _{k=1}^{e_{i}}{\frac {\beta _{ik}}{(1-\alpha _{i}z)^{k}}}.}
Каждая дробь в этом выражении имеет вид {\displaystyle \beta (1-\alpha z)^{-k}}, поэтому её можно разложить в степенной ряд следующего вида
{\displaystyle \beta (1-\alpha z)^{-k}=\beta \left[1+(-k)(-\alpha z)+\ldots +{\frac {(-k)\cdots (-k-n+1)}{n!}}(-\alpha z)^{n}+\ldots \right]}.
Коэффициент при {\displaystyle z^{n}} в этом ряду равен
{\displaystyle {\frac {\beta (n+k-1)\cdots k}{n!}}\alpha ^{n}=\beta {\binom {n+k-1}{n}}\alpha ^{n}=\beta {\binom {n+k-1}{k-1}}\alpha ^{n}.}
Следовательно, производящая функция {\displaystyle F(z)=\sum _{n=0}^{\infty }\left(\sum _{i=1}^{s}p_{i}(n)\alpha _{i}^{n}\right)z^{n}} и {\displaystyle f_{n}=\sum _{i=1}^{s}p_{i}(n)\alpha _{i}^{n}} является общим решением линейного рекуррентного уравнения, где {\displaystyle p_{i}(n)} — многочлен от {\displaystyle n} степени самое большее {\displaystyle e_{i}-1}.
Пример
Пусть требуется найти решение уравнения {\displaystyle f_{n+2}-f_{n+1}+f_{n}=0} c граничными условиями {\displaystyle f_{0}=1} и {\displaystyle f_{1}=1}.
Данное уравнение имеет характеристический многочлен {\displaystyle z^{2}-z+1=(z-\alpha _{1})(z-\alpha _{2})}, где {\displaystyle \alpha _{1}={\frac {1}{2}}+i{\frac {\sqrt {3}}{2}}=e^{i{\frac {\pi }{3}}}}, {\displaystyle \alpha _{2}={\frac {1}{2}}-i{\frac {\sqrt {3}}{2}}=e^{-i{\frac {\pi }{3}}}}. Общее решение имеет вид {\displaystyle f_{n}=c_{1}\alpha _{1}^{n}+c_{2}\alpha _{2}^{n}=c_{1}e^{\frac {i\pi n}{3}}+c_{2}e^{\frac {-i\pi n}{3}}}. Подставляя {\displaystyle n=0,1}, получаем {\displaystyle c_{1}+c_{2}=1}, {\displaystyle c_{1}\alpha _{1}+c_{2}\alpha _{2}=1}. Получаем значения {\displaystyle c_{1}={\frac {1}{2}}-i{\frac {1}{2{\sqrt {3}}}}}, {\displaystyle c_{2}={\frac {1}{2}}+i{\frac {1}{2{\sqrt {3}}}}}. Таким образом {\displaystyle f_{n}=\left({\frac {1}{2}}-i{\frac {1}{2{\sqrt {3}}}}\right)\left(\cos \left({\frac {\pi n}{3}}\right)+i\sin \left({\frac {\pi n}{3}}\right)\right)+\left({\frac {1}{2}}+i{\frac {1}{2{\sqrt {3}}}}\right)\left(\cos \left({\frac {\pi n}{3}}\right)-i\sin \left({\frac {\pi n}{3}}\right)\right)=\cos \left({\frac {\pi n}{3}}\right)+{\frac {1}{\sqrt {3}}}\sin \left({\frac {\pi n}{3}}\right)}.

## Приложения
Существует формула, выражающая общий член линейной рекуррентной последовательности через корни её характеристического многочлена. Например, для последовательности Фибоначчи такой формулой является формула Бине.
Рекуррентные формулы используются для описания времени работы алгоритма, рекурсивно обращающегося к самому себе. В такой формуле время, требуемое для решения задачи объёмом ввода {\displaystyle n}, выражается через время решения вспомогательных подзадач.